# Matthew Brannon
Matthew Brannon (* 1971 in St. Maries, Idaho) ist ein amerikanischer Maler, der in New York City arbeitet.

## Leben
Brannon studierte an der University of California in Los Angeles (UCLA) mit dem Anschluss BA. Seinen Abschluss als MFA machte er an der Columbia University in Manhattan.

## Ausstellungen (Auswahl)
Einzelausstellungen
- 2011: A Question Answered with a Quote, Portikus, Frankfurt am Main[1][2]
- 2009: Mouse Trap, Light Switch, M – Museum Leuven, Leuven, Belgien
- 2007: Try and be Grateful, Art Gallery of the York University, Toronto, Kanada
- 2006: Statement, David Kordansky Gallery, Los Angeles auf der Art Basel, Basel
- 2006: Hyena, Jan Winkelmann, Berlin
- 2005: Meat Eating Plants, David Kordansky Gallery, Los Angeles
- 2005: Penetration, Jan Winkelmann, Berlin
- 2004: Exhausted Blood & Imitation Salt, John Connelly Presents
- 2003: Tatum O'Neals Birthday, Kevin Bruck Gallery, Miami, Florida
- 2000: Soft Rock, Künstlerhaus Bethanien, Berlin

Gruppenausstellungen
- 2006: Social Design, Badischer Kunstverein, Karlsruhe
- 2005: Uncertain States of America, unter anderen: Musée d’art moderne de la Ville de Paris, Paris
- 2004: Besides, Popularity Is a Rather Lumpy Concept, No?, Kunsthalle Düsseldorf, Düsseldorf
- 2003: Talking Pieces, Text and Image in Contemporary Art, Schloss Morsbroich, Leverkusen
- 2002: Dark Spring, Ursula-Blickle-Stiftung, Kraichtal, Deutschland
- 2001: Dedalic Convention, Museum für Angewandte Kunst, Wien
- 1998: 1 + 3 = 4 × 1, Galerie für Zeitgenössische Kunst,Leipzig